# Stora Byrstämman
Stora Byrstämman är en sjö i Färgelanda kommun i Dalsland och ingår i Örekilsälvens huvudavrinningsområde.